# Actin
Actin er et strukturelt, globulært protein på 42-47 kDa der findes i de fleste eukaryote celler. Actin filamenter, et af de tre primære elementer i cytoskelettet, er opbygget af actin monomerer.

## Cellulære funktioner
Actin, som del af actin filamenter, udgør en vigtig del af cytoskelettet. I mange celler kan actin cytoskelettet anvendes til at give cellen motilitet, dvs. evnen til at bevæge sig. I muskelceller hos dyr anvendes actin filamenter sammen med myosin til at lave sammentrækninger.
- Wikimedia Commons har flere filer relateret til Actin

| Naturvidenskab | Spire Denne naturvidenskabsartikel er en spire som bør udbygges. Du er velkommen til at hjælpe Wikipedia ved at udvide den. |